# Louis Charette de la Colinière
Pour les autres membres de la famille, voir Famille de Charette de La Contrie.
Louis Charette, seigneur de La Colinière (18 mars 1575 - 6 mars 1642) fut maire de Nantes de 1613 à 1615. Il était sénéchal de Nantes.

## Biographie
Louis Charette est le fils de  Jean Charette, sieur de La Colinière, conseiller-maître en la Chambre des comptes de Bretagne, alloué au lieutenant général au siège présidial de Nantes, greffier de la prévôté de Nantes, et de Marguerite de Trégouët, dame de L'Ornière. Il est le cousin germain de René Charette de la Bretonnière.
Il se fait construire un hôtel particulier dit « hôtel Charette », encore visible à l'angle de la rue du Moulin et de place de l'Hôtel-de-Ville.
Marié à Marie Giraud puis à Jeanne Ernault, dame de La Desnerie, fille du maire d'Angers Jacques Ernault, il est le père de Jean Charette.